# كي بي إس وورلد راديو
كي بي إس وورلد راديو ( (هانغل: KBS 월드라디오) في سابق كانت تعرف براديو كوريا و راديو كوريا الدولي ) هي محطة إذاعية في كوريا الجنوبية، تبث برامجها على المستوى الدولي. وهي ملك للكي بي إس، المحطة تذيع الأخبار والتعليمات بإحدى عشر لغة: الكورية، الإنجليزية، الصينية، اليابانية، الإندونيسية، العربية، الفيتنامية، الروسية، الألمانية، الفرنسية والإسبانية.

## روابط خارجية
- كي بي إس وورلد راديو